# 박윤배 (배우)
박윤배(1947년 9월 19일 ~ 2020년 12월 18일)는 대한민국의 배우이다.
강원특별자치도 철원군 출생이다. 중앙대학교 연극영화학과를 나온 그는 1969년 연극배우 첫 데뷔하였고 1973년 MBC 문화방송 6기 공채 탤런트로 정식 데뷔하였다. 농촌 드라마 《전원일기》의 응삼이(박응삼) 역으로 유명하다. 대표작으로 드라마 《전원일기》, 《토지》, 《연개소문》 등이 있다.
2020년 12월 18일, 폐섬유증으로 투병하던 중 사망하였다.

## 출연작

### 드라마
- 1973년 MBC 수사실화극 《수사반장》
- 1973년 MBC 반공드라마 《113 수사본부》
- 1976년 MBC 일일연속극 《들장미》
- 1978년 MBC 어린이연속극 《X 수색대》
- 1978년 MBC 캠페인연속극 《알뜰가족》
- 1978년 MBC 어린이연속극 《우주탐험대》
- 1979년 MBC 주간단막극 《사랑의 계절》
- 1979년 MBC 6.25특집극 《최후의 증인》
- 1980년 MBC 농촌드라마 《전원일기》 - 박응삼 역
- 1981년 MBC 정치드라마 《제1공화국》
- 1981년 MBC 주간연속극 《민족풍속도》
- 1983년 MBC 반공드라마 《3840 유격대》
- 1984년 MBC 조선왕조 오백년 《설중매》
- 1987년 MBC 특집드라마 《엄마는 요술장이》
- 1988년 MBC 6.25특집극 《그 겨울의 긴 계곡》
- 1989년 MBC 월화미니시리즈 《완장》
- 1989년 MBC 로드드라마 《서울 시나위》
- 1990년 MBC 주간드라마 《김형사 강형사》
- 1993년 KBS 금요드라마 《비가비》
- 1996년 MBC 설날특집극 《춘향 아씨 한양 왔네》
- 1997년 MBC 주말연속극 《그대 그리고 나》
- 1998년 MBC 수목미니시리즈 《해바라기》
- 1999년 MBC 일일연속극 《하나뿐인 당신》
- 1999년 KBS 2TV 주간단막극 《부부클리닉 사랑과 전쟁》
- 1999년 MBC 월화드라마 《허준》
- 2003년 KBS 1TV 대하드라마 《무인시대》
- 2004년 MBC 일요아침드라마 《단팥빵》 - 박윤배 역 (특별출연)
- 2004년 MBC 월화드라마 《영웅시대》
- 2004년 KBS 1TV 대하드라마 《불멸의 이순신》
- 2004년 SBS 대하드라마 《토지》 - 강봉기 역
- 2006년 SBS 대하사극 《연개소문》 - 배구 역
- 2006년 KBS 2TV 어린이드라마 《이레자이온》 - 가이메데우스 역
- 2007년 MBC 수목드라마 《메리대구 공방전》
- 2008년 OCN Movies 오리지널드라마 《리틀맘 스캔들》 - 선희 부 역
- 2008년 OCN Movies 오리지널드라마 《리틀맘 스캔들 2》 - 선희 부 역

### 영화
- 2008년 《사랑과 전쟁: 열두 번째 남자》 김씨 역
- 2006년 《연애, 그 참을 수 없는 가벼움》 상돈형 역 (특별출연)
- 2004년 《투 가이즈》 손님 역 (특별출연)
- 2004년 《그 놈은 멋있었다》 추행남 역 (특별출연)
- 2004년 《아라한 장풍 대작전》
- 1989년 《울고 싶어라》
- 1988년 《지금은 양지》
- 1986년 《여로》

### 예능
- 《스타 폭소 가요제》

## 학력
- 동송초등학교 졸업
- 철원중학교 졸업
- 서라벌고등학교 졸업
- 중앙대학교 연극영화학과 학사